# Cupha andamanica
Cupha andamanica är en fjärilsart som beskrevs av Moore 1900. Cupha andamanica ingår i släktet Cupha och familjen praktfjärilar. Inga underarter finns listade i Catalogue of Life.